# María Alejandra Muñoz
María Alejandra Muñoz Seminario (Guayaquil, 18 de diciembre de 1978) es una abogada y política ecuatoriana que ocupó el cargo de Vicepresidenta Constitucional de la República del Ecuador desde el 22 de julio de 2020 hasta el 24 de mayo de 2021. En 2018 se desempeñó como directora general del Servicio Nacional de Aduana del Ecuador, convirtiéndose en la primera mujer en liderar el servicio aduanero nacional.

## Biografía
Nació el 18 de diciembre de 1978, en la ciudad ecuatoriana de Guayaquil.
En 1998, cursó sus estudios superiores, mediante una beca en la Universidad de Especialidades Espíritu Santo (UEES); obteniendo una licenciatura en Ciencias Sociales y Políticas, y en 2001, recibió el título de abogada con mención en Derecho Empresarial y Tributario, junto con el reconocimiento cum laude.
En el año 2012, adquirió la certificación del Programa de Entorno Económico y Político Global, gestión de riesgos, manejo de crisis institucionales y prácticas antisoborno de la Facultad de Justicia de la Universidad de Cambridge, Londres.
Durante los años 2016 y 2017 realizó sus estudios en prevención de violencia contra la mujer e inclusión en la Universidad de Salamanca, España, concluyendo como máster en prevención de violencia e inclusión de la facultad de Psicología.
En el ámbito privado ha ejercido la profesión de abogada por 19 años. Inició su carrera en el sector público como asesora jurídica de Gustavo Noboa y luego como subsecretaria en el Ministerio de Gobierno en el mandato de Alfredo Palacio. Entre 2007 y 2009, impartió la cátedra de Derecho Administrativo en la Universidad Espíritu Santo (UEES).
En el gobierno de Lenín Moreno, se desempeñó como subsecretaria de Agenda Presidencial, entre abril y septiembre de 2018. Posterior a ello fue nombrada directora del Servicio de Aduanas (SENAE), siendo la primera mujer en encargarse del servicio aduanero nacional.

### Vicepresidencia de Ecuador

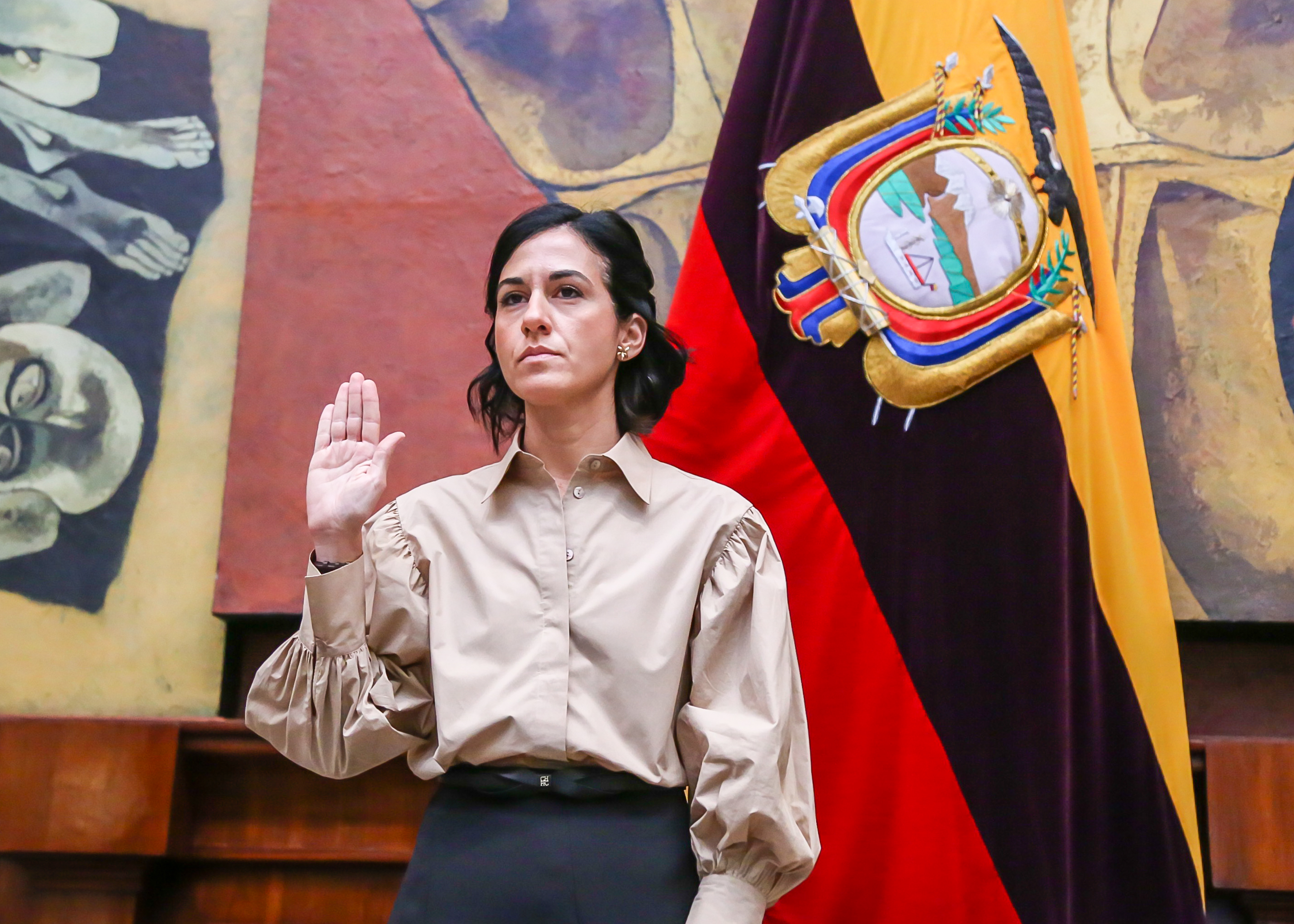
Muñoz juramentando como Vicepresidenta Constitucional.

Tras la renuncia de Otto Sonnenholzner a la Vicepresidencia de la República de Lenín Moreno, ocupó el tercer lugar en la terna enviada a la Asamblea, compuesta además por personalidades del movimiento Ruptura 25 (R25), como María Paula Romo y Juan Sebastián Roldán. Fue designada el 17 de julio de 2020 con los votos del Partido Social Cristiano (PSC), Fuerza Compromiso Social (FCS), el Movimiento SUMA y parte de Alianza País. Asumió el cargo el 22 de julio de 2020 y se convirtió en la tercera mujer en ocupar esa dignidad en la historia del Ecuador y la cuarta titular de la Vicepresidencia en el gobierno de Moreno.
Permaneció en el cargo hasta el cambio de mando del ejecutivo, el 24 de mayo de 2021.

## Controversias
Al momento de su elección como vicepresidenta un reportaje de Diario El Universo sostuvo que Muñoz pertenecía al movimiento Ruptura de los 25. Sin embargo, el medio de prensa aseguró dos días después que solo era cercana a las figuras de Ruptura y que no pertenecía a ningún partido político, información corroborada por la propia Muñoz días después.
En noviembre de 2020 fue criticada por haber realizado un viaje pagado con fondos públicos al Vaticano junto a su esposo y sus tres hijos durante la Pandemia de COVID-19, en época en que aún estaban vigentes las restricciones de vuelos internacionales. Muñoz aseveró que el viaje se habría realizado para pedir cooperación en varios países de la Unión Europea sobre temas relacionados con enfermedades catastróficas y desnutrición infantil. Aseveró además que solo sus gastos habrían sido cubiertos con fondos públicos y que los de su familia se cubrieron por cuenta propia.
El 17 de marzo del 2021 fue acusada de haber ayudado a gestionar vacunas de COVID-19 para miembros del Club Rotario de Guayaquil, quienes las recibieron de forma injustificada antes que el resto de la población. El mismo día, Muñoz respondió negando categóricamente el hecho. Adicionalmente indicó que los funcionarios involucrados debían ser separados de sus cargos, declaraciones realizadas luego de que la Fiscalía General del Estado denunciara que no había recibido la información completa sobre el proceso de vacunación por parte del Estado.